# Westvest 9
Westvest 9 is een monumentaal pand uit 1865 aan het Westvest in de stad Delft, in de Nederlandse provincie Zuid-Holland. Westvest 9 werd gebouwd in opdracht van de gemeente Delft en ontworpen door de gemeentearchitect. Tien jaar later werd aangrenzende onderwijsgebouw Westvest 7 gebouwd.
Het rijksmonument heeft een gepleisterde middenrisaliet. Het pand maakt deel uit van een samenstel van diverse met elkaar verbonden gebouwen. Westvest 7 en 9 werden gebouwd ter uitbreiding van de Oude Delft 95. De twee naast elkaar gelegen neoclassicistische onderwijsgebouwen zijn een stedelijker versie van de villa's zoals die langs de singels in andere Hollandse steden verrezen.